# Jeanneke Pis
Jeanneke Pis és una estàtua i una font d'aproximadament 50cm, el femení del Manneken Pis, situada a l'altra banda de la Grand Place de Brussel·les. Va ser idea de Denis-Adrien Debouvrie, propietari de restaurants, que en va fer l'esbós l'any 1985; va ser inaugurada el 1987.
És situada a un petit carreró anomenat Impasse de la Fidélité / Getrouwheidsgang prop de la Rue des Bouchers / Beenhouwersstraat.